# Betty of Greystone
Betty of Greystone er en amerikansk stumfilm fra 1916 af Allan Dwan.

## Medvirkende
- Dorothy Gish som Betty Lockwood.
- Owen Moore som David Chandler.
- George Fawcett som Jim Weed.
- Norman Selby.
- Kate Bruce.